# Rembercourt-Sommaisne
Rembercourt-Sommaisne è un comune francese di 337 abitanti situato nel dipartimento della Mosa nella regione del Grand Est.

## Società

### Evoluzione demografica
Abitanti censiti